# ゲオルギ・ダミャノヴォ
座標: 北緯43度23分 東経23度2分 / 北緯43.383度 東経23.033度

ゲオルギ・ダミャノヴォ
Георги Дамяновоゲオルギ・ダミャノヴォ ブルガリア内のゲオルギ・ダミャノヴォの位置

ゲオルギ・ダミャノヴォ（ブルガリア語:Георги Дамяново / Georgi Damyanovo）はブルガリア北西部の町、およびそれを中心とした基礎自治体。モンタナ州に属する。モンタナ州の南部に位置している。
村はバルカン山脈の西のふもとにあり、付近にはオゴスタ川（Огоста / Ogosta）が流れている。かつてはロプシナ（Лопушна / Lopushna）と呼ばれていたが、この村の出身の政治家ゲオルギ・ダミャノフ（Георги Дамянов / Georgi Damyanov、1892年-1958年）を称え、ゲオルギ・ダミャノヴォに改称された。村の公民館施設チタリシテ（Читалище / chitalishte）は1899年に開設された。

## 町村
ゲオルギ・ダミャノヴォ基礎自治体（Община Георги Дамяново）には、その中心であるゲオルギ・ダミャノヴォをはじめ、以下の町村（集落）が存在している。
- Видлица
- Гаврил Геново
- Георги Дамяново
- Главановци
- Говежда
- Дива Слатина
- Дълги дел

- Еловица
- Каменна Рикса
- Копиловци
- Меляне
- Помеждин
- Чемиш